# Blizocin (Basse-Silésie)
Pour les articles homonymes, voir Blizocin.
Blizocin est une localité polonaise de la gmina et du powiat de Trzebnica en voïvodie de Basse-Silésie.